# Halltorp (Kalmar)
Halltorp è una località (tätort) della Svezia  sita nel comune di Kalmar.

## Società

### Evoluzione demografica
Abitanti censiti